# Dendrolâtrie
La dendrolâtrie, du grec δένδρον (dendron), signifiant « arbre », et du latin latria, lui-même issu du grec λατρεία (latreia) signifiant « adoration », est le culte païen des arbres. Il existe toujours dans les États à forte majorité hindoue, comme chez les Bishnoïs.

## Exemples
Des études des cultes dendrolâtres ont été effectuées sur les peuples de Côte d'Ivoire mais aussi d'Europe, de Roumanie et de Suisse.
Mircea Eliade évoque dans son Histoire des croyances et des idées religieuses un culte des arbres lié à Attis et Cybèle en Grèce antique. Une confrérie dite des « dendrophores » (étymologiquement « porteurs d'arbres ») « amenait de la forêt un pin coupé (arbor intrat). Le tronc était enveloppé de bandelettes, comme un cadavre, et au milieu était attachée une image d'Attis. L'arbre représentait le dieu mort. » Ces processions avaient lieu lors de fêtes à l'équinoxe de printemps, du 15 au 23 mars.
Il existe dans le christianisme un culte des arbres dits « à vierges », dans lesquels on pratiquait une saignée où l'on plaçait une statuette de la Vierge Marie : avec le temps, l'arbre cicatrisait et engloutissait la statuette dans ses fibres. Bernard Rio, dans L'Arbre philosophal, énumère quelques cultes similaires en France. Selon Alain Corbin, la croix en bois est une extension réappropriation de la symbolique de l'arbre.